# Anna Karolína Schmiedlová
Anna Karolína Schmiedlová (Košice, 13 de septiembre de 1994) es una tenista profesional eslovaca.
Schmiedlová ha ganado tres títulos individuales en el circuito WTA y doce en el circuito ITF. El 12 de octubre de 2015 llegó a su mejor ranking individual como la número 26 del mundo.

## Carrera

### 2012
Este año Schmiedlová tuvo un éxito rotundo en torneos del circuito ITF; ganó cinco títulos y fue subcampeona en otros dos torneos. Consiguió una racha ganadora de 23 partidos consecutivos entre marzo y mayo, obteniendo cuatro de sus títulos en ese lapso. Su récord de partidos ganados–perdidos ese año fue de 58–13, ganando así un 82% de ellos. Comenzó la temporada en la posición 634 del ranking WTA y la finalizó en la número 212. Como júnior, llegó al puesto número diez del ranking después de una aparición en la final de Roland Garros, donde perdió en tres sets ante la alemana Annika Beck.

### 2013
A lo largo del año Schmiedlová siguió teniendo buenos resultados en torneos ITF, esta vez de mayor categoría: alcanzó la final de un torneo de $ 100 000 en Biarritz, Francia, perdiendo en tres sets ante Stephanie Vogt. Ganó también un título de $ 25 000 en Italia.
La gira australiana en enero marcó su primera aparición en el circuito WTA cuando compitió en las rondas de clasificación del torneo de Auckland y del Abierto de Australia sin obtener victorias. Su siguiente torneo WTA fue Katowice donde tuvo que ganar tres rondas de clasificación previas para entrar al cuadro principal. Allí derrotó a la número 33 del ranking Alizé Cornet en sets corridos, marcando su primer partido y su primera victoria en un cuadro principal del circuito WTA.
Clasificó para su primer Grand Slam en el torneo de Roland Garros al ganar los tres partidos correspondientes de la qualy sin perder sets. En la primera ronda derrotó a la belga Yanina Wickmayer en tres sets, pero en la segunda fue vencida por la estadounidense Jamie Hampton. Perdió en la tercera ronda de clasificación del Campeonato de Wimbledon ante la checa Eva Birnerova, pero entró al cuadro principal como lucky loser. No tuvo suerte en primera ronda al caer ante Samantha Stosur.
Siguió disputando las rondas de clasificación de torneos WTA, logrando clasificar para el cuadro principal de New Haven y de Osaka al ganar tres partidos de la qualy en cada uno; en ambos torneos fue eliminada en primera ronda por Sloane Stephens y Madison Keys, respectivamente.
Por primera vez su ranking fue suficiente para clasificar directamente al cuadro principal de un torneo de Grand Slam, en el Abierto de Estados Unidos, donde venció a la suiza Stefanie Vögele en primera ronda pero fue eliminada por la estonia Kaia Kanepi en la siguiente. Alcanzó los cuartos de final en los torneos de Ningbo y Nankín, ambos torneos parte del circuito WTA pero de la categoría $ 125 000.
Gracias a su resultado en Biarritz Schmiedlová se posicionó por primera vez entre las cien primeras tenistas del mundo al subir al puesto 97 del ranking. Finalizó el año en la posición 74 del mismo.

### 2014
En el Abierto de Australia avanzó a la segunda ronda luego de vencer a la húngara Timea Babos en tres ajustados sets, pero luego sería eliminada por la española Garbiñe Muguruza en sets corridos. Consiguió clasificar al cuadro principal del torneo de Indian Wells donde perdió en primera ronda ante Yanina Wickmayer. Con entrada directa al cuadro principal del torneo de Miami venció difícilmente a la holandesa Indy De Vroome en primera ronda pero en la siguiente fue vencida por Venus Williams en sets corridos.
Entre marzo y mayo Schmiedlová compitió en varios torneos de polvo de ladrillo de la ITF, ganando los títulos en Osprey ($ 50 000) al vencer a la primera pre clasificada Marina Erakovic y en Trnava ($ 75 000) al derrotar a la campeona defensora Barbora Záhlavová-Strýcová. Una semana después del título en Trnava llegó a la final de un torneo de $ 100 000 en Praga donde perdió frente a la británica Heather Watson.
En el torneo de Roland Garros Schmiedlová siguió con sus buenos resultados en la superficie de arcilla al derrotar a la vigésimo novena pre clasificada Venus Williams en la segunda ronda en tres sets, consiguiendo así su mejor participación en un torneo de Grand Slam. En la tercera ronda fue nuevamente vencida por Muguruza en sets corridos.
Schmiedlova disfrutó de poco éxito en el circuito WTA este año, donde solo consiguió seis victorias en los cuadros principales en contraste con diecinueve derrotas. Finalizó el año en el puesto 73 del ranking, principalmente ayudada por su buen desempeño en el circuito ITF.

### 2015: Ascenso
Schmiedlova avanzó a la segunda ronda del Abierto de Australia tras vencer a Chanelle Scheepers, pero fue entonces derrotada por la kazaja Zarina Diyas, en un partido que se definió por 8-6 en el tercer set.
En febrero Schmiedlova alcanzó su primera final WTA en Río de Janeiro, donde fue vencida por Sara Errani en sets corridos. Luego en abril ganó su primer título WTA en Katowice, jugado en cancha dura, al vencer a Camila Giorgi en la final por sets corridos. Ese mes llegó a las semifinales del torneo de Marruecos, derrotada en dicha instancia por Elina Svitolina. En julio, consiguió su segundo título WTA en Bucarest, al vencer en la final a Errani, número veinte del ranking y primera pre clasificada del torneo. La semana siguiente alcanzó las semifinales en Bad Gastein, antes de ser derrotada por la eventual campeona Samantha Stosur.
Schmiedlova ganó dos rondas de clasificación para entrar al cuadro principal del torneo Premier 5 de Cincinnati donde en primera ronda sorprendió a la polaca y número quince del ranking Agnieszka Radwanska en tres sets. Accedería a los cuartos de final al vencer a Irina-Camelia Begu y Varvara Lepchenko en las siguientes dos rondas. Fue finalmente vencida por la serbia Jelena Jankovic en sets corridos.
Gracias a su ranking consiguió por primera vez estar pre clasificada en un torneo de Grand Slam,  como la número treinta y dos en el Abierto de Estados Unidos; luego de haber caído en primera ronda en Roland Garros y Wimbledon, rompió la mala racha en Estados Unidos y consiguió avanzar a la tercera ronda donde fue fácilmente vencida por la número cuatro del ranking Petra Kvitova.
Continuó con éxito la gira asiática llegando a las semifinales de Seúl y a los cuartos de final del torneo Premier 5 de Wuhan, con una victoria sobre Caroline Wozniacki en segunda ronda de este último. En el último torneo del año en Zhuhai, un evento de round robin, Schmiedlova fue suplente de Wozniacki luego de que esta se retirara con una lesión de muñeca; allí venció fácilmente a la reciente finalista del Abierto de Estados Unidos Roberta Vinci, pero sin embargo la victoria no fue suficiente para avanzar a las semifinales.
Schmiedlová finalizó el año en el puesto número 26 del ranking WTA, convirtiéndose en la jugadora nº 1 de Eslovaquía. Logró llegar a tres finales, obteniendo dos títulos; llegó a ocho cuartos de finales en total (seis en torneos de categoría International y dos en Premier 5).

## Títulos WTA (3; 3+0)

### Individual (3)
| Leyenda                    |
| -------------------------- |
| Grand Slam (0)             |
| Juegos Olímpicos (0)       |
| WTA Tour Championships (0) |
| Premier Mandatory (0)      |
| Premier 5 (0)              |
| Premier (0)                |
| International (3)          |

| N.º | Fecha               | Torneo   | Superficie    | Oponente en la final | Resultado   |
| 1.  | 12 de abril de 2015 | Katowice | Dura (i)      | Camila Giorgi        | 6-4, 6-3    |
| 2.  | 19 de julio de 2015 | Bucarest | Tierra batida | Sara Errani          | 7-6(3), 6-3 |
| 3.  | 15 de abril de 2018 | Bogotá   | Tierra batida | Lara Arruabarrena    | 6-2, 6-4    |

#### Finalista (2)
| N.º | Fecha                 | Torneo         | Superficie    | Oponente en la final | Resultado   |
| 1.  | 22 de febrero de 2015 | Río de Janeiro | Tierra batida | Sara Errani          | 6-7(2), 1-6 |
| 2.  | 12 de enero de 2019   | Hobart         | Dura          | Sofia Kenin          | 3-6, 0-6    |

## Resultados históricos
| Torneo                              | 2012  | 2013  | 2014  | 2015  | 2016 | 2017 | 2018 | 2019 | 2020 | G–P   |
| ----------------------------------- | ----- | ----- | ----- | ----- | ---- | ---- | ---- | ---- | ---- | ----- |
| Torneos de Grand Slam               |       |       |       |       |      |      |      |      |      |       |
| Abierto de Australia                | A     | C1    | 2R    | 2R    | 1R   | A    | 1R   | 1R   | 1R   | 2–6   |
| Roland Garros                       | A     | 2R    | 3R    | 1R    | 1R   | A    | 1R   | 1R   | 3R   | 5–7   |
| Wimbledon                           | A     | 1R    | 1R    | 1R    | 1R   | A    | 1R   | 1R   | ND   | 0–6   |
| Abierto de los Estados Unidos       | A     | 2R    | 1R    | 3R    | 1R   | C3   | 1R   | A    | A    | 3–5   |
| Ganados–Perdidos                    | 0–0   | 2–3   | 3–4   | 3–4   | 0–4  | 0–0  | 0–4  | 0–3  | 2–2  | 10–24 |
| Torneos Premier Mandatory/Premier 5 |       |       |       |       |      |      |      |      |      |       |
| Indian Wells                        | A     | A     | 1R    | 1R    | 0–2  |      |      |      |      |       |
| Miami                               | A     | A     | 2R    | 2R    | 2–2  |      |      |      |      |       |
| Madrid                              | A     | A     | A     | A     | 0–0  |      |      |      |      |       |
| Pekín                               | A     | C2    | A     | 1R    | 0–1  |      |      |      |      |       |
| Dubái                               |       |       |       | A     | 0–0  |      |      |      |      |       |
| Catar                               | A     | A     | A     |       | 0–0  |      |      |      |      |       |
| Roma                                | A     | A     | A     | 1R    | 0–1  |      |      |      |      |       |
| Canadá                              | A     | A     | A     | A     | 0–0  |      |      |      |      |       |
| Cincinnati                          | A     | A     | C1    | CF    | 3–1  |      |      |      |      |       |
| Tokio/Wuhan                         | A     | A     | C2    | CF    | 3–1  |      |      |      |      |       |
| Estadísticas anuales                |       |       |       |       |      |      |      |      |      |       |
| Ganados–Perdidos                    | 58–13 | 42–23 | 30–26 | 42–23 |      |      |      |      |      |       |
| Victorias %                         | 82%   | 65%   | 54%   | 65%   |      |      |      |      |      |       |
| Ranking de fin de año               | 212   | 74    | 73    | 26    |      |      |      |      |      |       |

## Títulos WTA 125s

### Individual (2–1)
| Resultado | N.º | Fecha                    | Torneo   | Superficie    | Oponente     | Puntaje       |
| --------- | --- | ------------------------ | -------- | ------------- | ------------ | ------------- |
| Campeona  | 1.  | 1 de agosto de 2021      | Belgrado | Tierra batida | Arantxa Rus  | 6-3, 6-3      |
| Finalista | 1.  | 23 de septiembre de 2024 | Parma    | Tierra batida | Ana Bogdan   | 5-7, 1-6      |
| Campeona  | 2.  | 19 de mayo de 2024       | Parma    | Tierra batida | Mayar Sherif | 7-5, 2-6, 6-4 |

## Títulos ITF

### Individual (12-5)
| Torneos de $100,000        |
| Torneos de $75,000/$80,000 |
| Torneos de $50,000         |
| Torneos de $25,000         |
| Torneos de $10,000         |

| Resultado   | N.º | Fecha                   | Torneo                        | Superficie | Oponente                   | Puntaje          |
| ----------- | --- | ----------------------- | ----------------------------- | ---------- | -------------------------- | ---------------- |
| Campeona    | 1.  | 10 de octubre de 2011   | Ereván, Armenia               | Arcilla    | Tatia Mikadze              | 6-4, 6-3         |
| Campeona    | 2.  | 26 de marzo de 2012     | Antalya 12, Turquía           | Arcilla    | Anna-Lena Friedsam         | 7-6(5), 6-4      |
| Campeona    | 3.  | 2 de abril de 2012      | Antalya 13, Turquía           | Dura       | Anna-Lena Friedsam         | 7-5, 6-2         |
| Campeona    | 4.  | 7 de mayo de 2012       | Bad Saarow, Alemania          | Arcilla    | Kateřina Vaňková           | 6-1, 6-3         |
| Campeona    | 5.  | 26 de mayo de 2012      | Brescia, Italia               | Arcilla    | Beatriz García Vidagany    | 6-3, 6-2         |
| Subcampeona | 1.  | 16 de julio de 2012     | Darmstadt, Alemania           | Arcilla    | Laura Siegemund            | 6-7(7), 3-6      |
| Campeona    | 6.  | 29 de octubre de 2012   | Netanya, Israel               | Dura       | Stephanie Vogt             | 0-6, 6-3, 6-4    |
| Subcampeona | 2.  | 12 de noviembre de 2012 | Helsinki, Finlandia           | Carpet (i) | Amra Sadiković             | 4-6, 0-6         |
| Campeona    | 7.  | 29 de abril de 2013     | Civitavecchia, Italia         | Arcilla    | Magda Linette              | 6-0, 6-1         |
| Subcampeona | 3.  | 8 de julio de 2013      | Biarritz, Francia             | Arcilla    | Stephanie Vogt             | 6-1, 3-6, 2-6    |
| Campeona    | 8.  | 24 de marzo de 2014     | Osprey, Estados Unidos        | Arcilla    | Marina Erakovic            | 6-2, 6-3         |
| Campeona    | 9.  | 5 de mayo de 2014       | Trnava, Slovakia              | Arcilla    | Barbora Záhlavová-Strýcová | 6-4, 6-2         |
| Subcampeona | 4.  | 12 de mayo de 2014      | Praga, República Checa        | Arcilla    | Heather Watson             | 6-7(5), 0-6      |
| Campeona    | 10. | 4 de junio de 2017      | Grado, Italia                 | Arcilla    | Martina Trevisan           | 2-6, 6-2, 6-4    |
| Campeona    | 11. | 11 de junio de 2017     | Staré Splavy, República Checa | Arcilla    | Vera Lapko                 | 6-4, 7-5         |
| Subcampeona | 5.  | 13 de agosto de 2017    | Landisville, Estados Unidos   | Dura       | Vera Lapko                 | 6-4, 4-6, 6-7(4) |
| Campeona    | 12. | 29 de octubre de 2017   | Macon, Estados Unidos         | Dura       | Victoria Duval             | 6-4, 6-1         |

### Dobles (0-4)
| Resultado    | N.º | Fecha                 | Torneo             | Superficie    | Pareja                 | Oponentes                             | Puntaje          |
| ------------ | --- | --------------------- | ------------------ | ------------- | ---------------------- | ------------------------------------- | ---------------- |
| Subcampeonas | 1.  | 20 de junio de 2011   | Izmir, Turquía     | Tierra batida | Aleksandrina Naydenova | Tatiana Kotelnikova Eugeniya Pashkova | 4-6, 0-6         |
| Subcampeonas | 2.  | 26 de marzo de 2012   | Antalya, Turquía   | Tierra batida | Chantal Škamlová       | Anamika Bhargava Sylvia Krywacz       | 6-4, 4-6, [3-10] |
| Subcampeonas | 3.  | 29 de octubre de 2012 | Netanya, Israel    | Dura          | Zuzana Luknárová       | Lyudmyla Kichenok Nadiia Kichenok     | 1-6, 4-6         |
| Subcampeonas | 4.  | 6 de mayo de 2013     | Trnava, Eslovaquía | Tierra batida | Jana Čepelová          | Mervana Jugić-Salkić Renata Voráčová  | 1-6, 1-6         |